# Leigneux
Leigneux é uma comuna francesa na região administrativa de Auvérnia-Ródano-Alpes, no departamento de Loire. Estende-se por uma área de 4,53 km². Em 2010 a comuna tinha 383 habitantes (densidade: 84,5 hab./km²).